# Hermanos del viento
Hermanos del viento (en alemán Wie Brüder im Wind, y en inglés Brothers of the Wind) es una película dramática hispano-austriaca dirigida en 2015 por el español Gerardo Olivares y el austríaco Otmar Penker.
Hermanos del viento se estrenó por primera vez en la República Checa y en Eslovaquia en diciembre de 2015 y al año siguiente, a lo largo de 2016, se estrenó también en algunos otros países europeos (Austria, Alemania, Polonia, Francia, Italia y Países Bajos). En España se estrenó el 23 de junio de 2017 siendo su debut en los cines del tablero de la céntrica ciudad andaluza de Córdoba. Durante su fase de preproducción la película tuvo otros títulos, hoy en día abandonados: El camino del águila como título provisional en español y The Way of the Eagle como título provisional internacional en inglés.
Junto con la anterior película de Olivares (Entrelobos, 2010) y la siguiente (El faro de las orcas, 2016), Hermanos del viento forma una trilogía en la que el hilo conductor es la relación hombre-animal.

## Sinopsis
En un paraje indeterminado de los Alpes, en los años 1960, Keller (Tobias Moretti) y su hijo Lukas (Manuel Camacho) viven en las montañas, solos, tras la muerte de María, madre de Lukas y esposa de Keller, en el incendio de la casa familiar. Keller, gravemente afligido por la muerte de su esposa, no consigue vivir en armonía y en buen entendimiento con su hijo, quien se refugia cada vez más en la naturaleza, evitando el contacto con sus semejantes. Nada parece consolar a Lukas, hasta que un día, en uno de sus paseos por el bosque, encuentra un pollo de águila real que, expulsado por su hermano mayor, ha caído de su nido de águila. Lukas decide ocuparse del aguilucho y le da por nombre Abel, como el Abel de la Biblia, que murió asesinado por su hermano Caín. Al igual que Lukas, Abel también ha perdido a uno de sus dos padres y también, como Lukas, se siente abandonado por el progenitor superviviente. El guardabosques Danzer (Jean Reno), por el afecto que siente por Lukas, ayudará a este último a criar el aguilucho. Pero Danzer sabe que tanto el águila como el niño tendrán que crecer, superar los obstáculos de la vida, y reconciliarse con sus respectivas familias.

## Ficha técnica
- Título definitivo en español: Hermanos del viento
- Título en español durante la fase de preproducción: El camino del águila
- Título definitivo en alemán: Wie Brüder im Wind
- Título definitivo en inglés: Brothers of the Wind
- Título en inglés durante la fase de preproducción: The Way of the Eagle
- Dirección: Gerardo Olivares y Otmar Penker
- Guion: Otmar Penker, Joanne Reay y Gerald Salmina
- Música: Sarah Class
- Montaje: Karin Hartusch
- Fotografía: Óscar Durán y Otmar Penker
- Vestuario: Brigitta Fink
- Productores: Philip-Jaime Alcázar y Walter Köhler
  - Productores ejecutivos: Dinah Czezik-Müller, Michael Frenschowski y Joanne Reay
  - Productor consultor: Thomas Feldkircher
  - Productores delegados: Fritz Sammer y Aldo Metzelaar
- Compañía productora: Terra Mater Factual Studios
- Compañía de distribución en España: Wanda Films[1]
- Países de origen:  Austria  España
- Duración: 97 minutos
- Género: Drama
- Fechas de estreno:
  -  República Checa: 24 de diciembre de 2015
  -  Eslovaquia: 24 de diciembre de 2015
  -  Alemania: 28 de enero de 2016
  -  Austria: 29 de enero de 2016
  -  Polonia: 13 de mayo de 2016 (título en Polonia: Mój przyjaciel orzeł, literalmente Mi amigo el águila)
  -  Francia: 6 de julio de 2016 (título en Francia: L'Aigle et l'enfant, literalmente El águila y el niño)
  -  Italia: 29 de septiembre de 2016 (título en Italia: Abel, Il figlio del vento, literalmente Abel, el hijo del viento)
  -  Países Bajos: 15 de octubre de 2016 (estrenada en los Países Bajos en el Festival de Cine «Cinekid»)
  -  España: 23 de junio de 2017[1]

## Reparto
- Manuel Camacho: Lukas
- Jean Reno: Danzer
- Tobias Moretti: Keller
- Eva Kuen : María

## Producción y rodaje
En 2011, Otmar Penker y Gerald Salmina tuvieron la idea de una película de aventuras filmada en los Alpes con dos protagonistas, un águila y un hombre. No había muchas buenas películas con águilas reales, y siempre eran personajes secundarios, ya que las tomas largas llevan mucho tiempo y son caras. Media House Red Bull y Terra Mater Factual Studios no tardaron en implicarse en la producción del proyecto junto con Walter Koehler que tenía una larga experiencia en la producción de documentales de naturaleza. Antes de que el guion se hubiese desarrollado,  Penker, con un equipo pequeño y especializado, comenzó a filmar en 2011 las secuencias de la historia del águila en la parte sur del mayor parque nacional de Austria, el Parque nacional Hohe Tauern. En enero de 2012, la guionista y productora Joanne Reay empezó a trabajar en el guion original en inglés, centrándolo en el tema del cainismo, que ocurre tanto entre animales como humanos.
Pronto se hizo patente la necesidad de contar con un director de cine. Gerardo Olivares era el candidato perfecto ya que no sólo tenía experiencia en realización de documentales y de largometrajes de ficción, sino que acababa de estrenar con éxito Entrelobos en 2009. Decidió cambiar el hombre de la película por un niño, Lukas, para el que volvió a contar con el joven Manuel Camacho con el que ya había trabajado con animales en el plató. Para aprender a manejarse con águilas, Manuel tuvo formación en la cetrería Adlerarena de Landskron y trabajó bajo la tutela del experto Franz Schüttelkopf.
Para que el rodaje mantuviera la autenticidad del mundo salvaje, se trabajó en colaboración con Franz Schüttelkopf, Paul Klima, Michael Holzfeind y otros cetreros de la cetrería de Landskron. Para las tomas aéreas, entrenaron las águilas salvajes para que se acostumbraran a volar cerca de objetos voladores como aviones ultraligeros pendulares y un helicóptero, lo que supuso un gran esfuerzo en materia de investigación, paciencia y tiempo. El helicóptero iba equipado con un sistema de cámaras Cineflex, pero para producir imágenes en alta resolución de la cabeza del águila, Andreas Gall y su equipo, en colaboración con el Instituto Fraunhofer de Investigación, creó una cámara en miniatura de alta resolución.
El proyecto más ambicioso de todos fue filmar las primeras etapas de crecimiento de las águilas. Para perturbarlas lo menos posible, se trasladó a una madre águila desde la cetrería a un aviario transformado en un estudio de cine donde podía vivir y criar a sus polluelos durante un año bajo la vigilancia permanente de varias cámaras. De hecho, uno de los pocos efectos especiales a los que se recurrió fueron los fondos de pantalla verde para las escenas en el nido de las águilas y la caída al precipicio del polluelo. Otro efecto visual fue la avalancha de piedras del final de la película, que fue una secuencia de animación.
El rodaje empezó en abril de 2014 en el Valle de Defereggen, en el Tirol Oriental austriaco. Las primeras escenas programadas eran las de invierno, y fue necesario rodar sin perder tiempo ya que se acercaba la primavera y la nieve empezaba a derretirse. Para las secuencias de verano, el equipo de rodaje se trasladó al Valle de Ahrntal, en el Tirol del Sur, en Italia. Las repentinas tormentas de verano alteraban constantemente la continuidad del rodaje, pero los ganaderos del lugar permitieron que sus establos fueran convertidos en refugios para el reparto y el equipo.
Cuando el rodaje terminó en agosto de 2014, sólo quedaba por rodar el epílogo y para esto era necesario que Lukas tuviera un año más y que hubieran regresado las nieves invernales. Así que se rodó en febrero de 2015.